# Балка Бундючиха
Балка Бундючиха — балка (річка) в Україні у Золочівському й Дергачівському районах Харківської області. Права притока річки Лопані (басейн Дону).

## Опис
Довжина балки приблизно 5,39 км, найкоротша відстань між витоком і гирлом — 4,90  км, коефіцієнт звивистості річки — 1,10 . Формується декількома балками та загатами.

## Розташування
Бере початок у селі Миронівка. Тече переважно на південний схід через село Шовкопляси і впадає у річку Лопань, ліву притоку річки Уди.

## Цікаві факти
- У XX столітті на балці існувала газова свердловина[2], а у XIX столітті — 1 водяний млин[1].